# Raouraoua
Raouraoua (în arabă راوراوة) este o comună din provincia Bouira, Algeria.
Populația comunei este de 8.450 de locuitori (2008).